# Ягель
Я́гель (інакше оле́нячий мох) — назва лишайників роду Кладонія
Іноді ягелем називають тільки перший вид. Через кущистість оленячий мох іноді зараховують до роду Cladina.

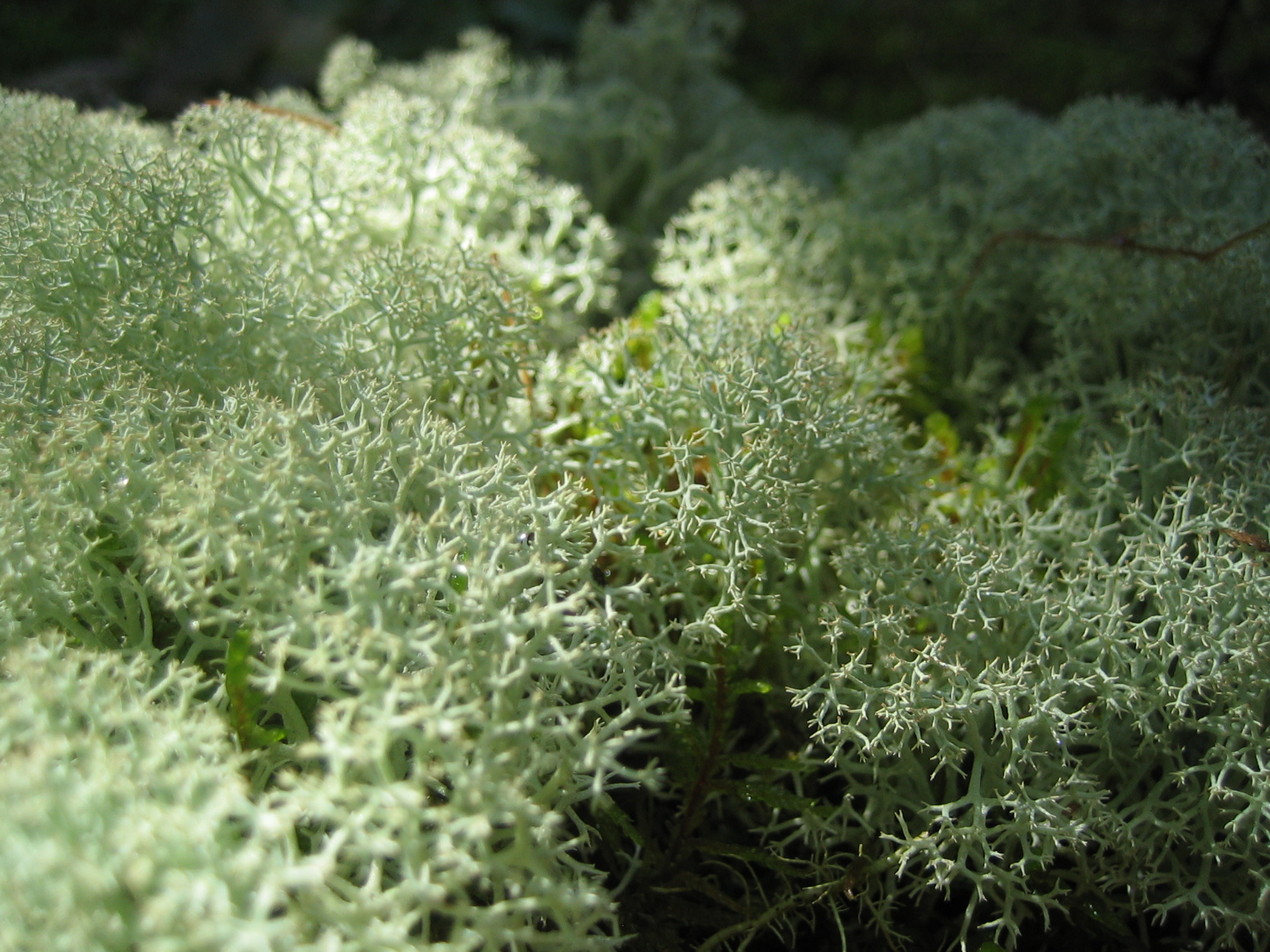

В українській мові за посередництва російської за оленячим мохом закріпилася назва ягель, яка в російську потрапила, ймовірно, з карельської та фінської від саамського першоджерела jiegel  (див. Етимологічний словник Фасмера). У європейських мовах, крім національних назв, набула популярності шведська назва оленячого моху renlav.
Ягель — один з найбільших лишайників: заввишки може сягати 10-15 см. Має подвійну слань: горизонтальну (рано відмирає) і вертикальну, що має вигляд білуватих, сіруватих чи сірувато-зеленуватих кущиків, гіфи стеблини яких є тоненькими трубками. За вологої погоди ягель м'який і пружний на доторк, у посуху швидко твердне, стає ламким і легко розпадається на частини. Підхоплені вітром, ці частини здатні дати початок новим рослинам.
Розрізняють близько 35 видів (Cladonia rangiferina, Cladonia alpestris, Cladonia sylvatica та інші), поширених у всіх частинах світу, з них в Україні — 5.
Ягель росте надзвичайно повільно. Щороку у висоту він збільшується лише на декілька міліметрів.
В тундрі на півночі Росії та Скандинавії ягель має велике значення як зимовий корм для північних оленів. Та через повільне зростання ягелю не випадає використовувати одну й ту саму ягелеву пашу в тундрі декілька років поспіль. З цієї причини саами були змушені вести напівкочовий спосіб життя, мігруючи зі своїми стадами регіоном у пошуках угідь.
Деякі види містять уснінову кислоту, яка має властивості антибіотика. Через це деякі народи Півночі (ненці, саами) використовували ягель для лікування низки захворювань.
В Норвегії ягель використовується як корм для корів, свиней і овець. Його збирають після дощу, оскільки в сухому вигляді він дуже ламкий. У висушеному вигляді сировина може зберігатися дуже довго і не піддається псуванню. Для корів висушений ягель змочують підсоленою водою і додають до сіна. Або ж заварюють окропом і дають худобі і свиням. Поживна цінність ягелю дуже висока: 1 центнер ягелю замінює 3 центнера картоплі.